# Balthasar Denner
Balthasar Denner, född den 15 november 1685 i Altona, död den 14 april 1749 i Rostock, var en tysk porträttmålare, känd för sin detaljerade återgivning av anletsdrag med mera. Hans fotografiska noggrannhet var mycket uppskattad av samtiden, men eftervärldens dom har varit hård. Först under det utgående 1900-talet började andra röster höjas igen. 
Denner inskrevs 1707 vid Berlins konstakademi, blev inom kort en eftersökt porträttör och fick sedermera en stadig och lönande sysselsättning vid de tyska hoven. Även vid hoven i England, Holland och Danmark målade han en mängd högt stående personer. Bland dessa märks också Fredrik I av Sverige, som 1743 lät sig porträtteras av Denner.
Nationalmuseum i Stockholm äger flera verk av Denner. Konstmuseet i Köpenhamn äger fem tavlor, och i Moltkeska samlingen i Hamburger Kunsthalle finns ett porträtt.